# Viribus Unitis
Viribus Unitis – drugi album zespołu Püdelsi wydany przez Music Corner Records w 1996 roku.

## Lista utworów
1. „Do roboty” – 4:46
2. „Pudel z Guadelupy” – 2:22
3. „Adios adidas” – 3:37
4. „Miotr Parek” – 3:13
5. „Szklane oko” – 3:09
6. „Wiara jak dupa” – 2:20
7. „Ćmiła baba mak” – 4:27
8. „Oto” – 3:45
9. „Kolory” – 4:52
10. „Dzikie noce” – 5:14
11. „Mrok” – 5:49
12. „Sok malinowy z jeżyn” – 5:37
13. „Czerwone tango” (bonus) – 3:20

## Skład
- Maciej Maleńczuk – wokal, gitara
- Andrzej Bieniasz – gitara
- Artur Hajdasz – perkusja
- Franz Dreadhunter – bas, gitara, klawisze, wokal
- Andrzej Potoczek – gitara, śpiew
- Maciej Biedrzycki – saksofon, śpiew